# ISO 10646
Norma ISO/IEC 10646 opisuje uniwersalny zestaw znaków (UCS – Universal Character Set) służący do opisu znaków (liter, cyfr, symboli, ideogramów itd.) z wielu języków, pism i tradycji na świecie. Zestaw zawiera około 100 000 abstrakcyjnych znaków, z których każdy posiada unikalną nazwę i kod znaku.
Teoretycznie standard pozwala na zapisanie ponad 2 miliardów znaków (w 31 bitach, zobacz UCS-4), jednak w powszechnym użyciu jest jedynie pierwsze 65 536 znaków (UCS-2) ze zbioru Podstawowej Płaszczyzny Wielojęzycznej (BMP - Basic Multilingual Plane).
UCS jest ciągle rozwijany, aktualnie trwają prace nad poprawką numer 3 i 4 do standardu ISO/IEC 10646:2003 Amendment 1 and Amendment 2.

## Relacje doUnicode
W 1991 ISO Working Group podjęło współpracę z Unicode Consortium w celu stworzenia jednego standardu dla zapisu wielojęzykowego tekstu. Unicode 1.1 opublikowany w 1993 roku był już zgodny z normą ISO/IEC 10646-1:1993. Odtąd Unikod stał się oficjalną implementacją ww. normy.
- ISO/IEC 10646-1:1993 ≈ Unicode 1.1
- ISO/IEC 10646-1:2000 ≈ Unicode 3.0
- ISO/IEC 10646-2:2001 ≈ Unicode 3.2
- ISO/IEC 10646:2003 ≈ Unicode 4.0
- ISO/IEC 10646:2003 plus Amendment 1 ≈ Unicode 4.1
- ISO/IEC 10646:2003 plus Amendment 1, Amendment 2, oraz część Amendment 3 ≈ Unicode 5.0

Zobacz §D.1 of The Unicode Standard dla szczegółowych informacji.

## Konwersja pomiędzy kodowaniem ISO 10646 a innymi
Format określony w ISO 10646 jest już używany w technologii XML. W związku z problemami podczas obsługi kodowania ISO-8859-2 sugerowane jest przekodowanie znaków spoza ASCII na odpowiednie leksemy.
Przykładowy plik XML może mieć postać:
```
 <test opis="Zażółć gęślą jaźń">
```

Po konwersji wygląda tak:
```
 <test opis="Za
&
#380;
&
#243;
&
#322;
&
#263; g
&
#281;
&
#347;l
&
#261; ja
&
#378;
&
#324;">
```

Do wykonania konwersji może być przydatny program AWK
```
 {
 gsub(/Ą/, "\\
&
#260;");
 gsub(/Ć/, "\\
&
#262;");
 gsub(/Ę/, "\\
&
#280;");
 gsub(/Ł/, "\\
&
#321;");
 gsub(/Ń/, "\\
&
#323;");
 gsub(/Ó/, "\\
&
#211;");
 gsub(/Ś/, "\\
&
#346;");
 gsub(/Ź/, "\\
&
#377;");
 gsub(/Ż/, "\\
&
#379;");
 gsub(/ą/, "\\
&
#261;");
 gsub(/ć/, "\\
&
#263;");
 gsub(/ę/, "\\
&
#281;");
 gsub(/ł/, "\\
&
#322;");
 gsub(/ń/, "\\
&
#324;");
 gsub(/ó/, "\\
&
#243;");
 gsub(/ś/, "\\
&
#347;");
 gsub(/ź/, "\\
&
#378;");
 gsub(/ż/, "\\
&
#380;");
 print
 }
```